# Lagtinget (Stortinget)
 Denne artikel omhandler Lagtinget i det norske Storting. Opslagsordet har også en anden betydning, se Lagting (flertydig).
Lagtinget var indtil den 1. oktober 2009 sammen med Odelstinget en del af det norske parlament Stortinget. Udover funktionen som del af parlamentet udgjorde Lagtinget sammen med den norske Høyesterett den norske Riksrett (den norske Grundlov § 86). Lagtinget bestod af en fjerdedel (42) af Stortingets 169 repræsentanter (Grundloven § 73). 
Andre sager end lovforslag og rigsretssager blev i Stortinget behandlet i plenum. Lagtingets behandling af lovsager foregik i Lagtingssalen.
20. februar 2007 vedtog Stortinget at ophæve ordningen med Odelsting og Lagting, således at opdelingen i Odelstinget og Lagtinget faldt bort. Ændringen trådte i kraft den 1. oktober 2009. Samtidig ophørte Lagtingets rolle i Riksretten, idet Stortinget i stedet skal udpege lægdommere til Riksretten, som skal fungere sammen med fem høyesterettsdommere.